# Chmielkowo
Chmielkowo – przysiółek wsi Świerczyna w Polsce położony w województwie wielkopolskim, w powiecie leszczyńskim, w gminie Osieczna.
W latach 1975–1998 miejscowość administracyjnie należała do województwa leszczyńskiego.